# Koncerta za flavto in orkester (Mozart)
Wolfgang Amadeus Mozart: Koncerta za flavto in orkester.

## Okoliščine nastanka
Mozart baje flavte ni preveč maral, motila ga je predvsem problematična intonacija tedanjih glasbil. Pa vendar je napisal opero Čarobna piščal, Koncert za flavto, harfo in orkester in solistična koncerta za flavto in orkester KV 313 v G-duru in KV 314 v D-duru, ki je bil najprej napisan za oboo. Oba sta nastala januarja ali februarja leta 1778 v Mannheimu, v katerem se je Mozart za daljši čas ustavil na svojem potovanju v Pariz, da bi spoznal najnovejše dosežke tamkajšnjega odličnega knežjega orkestra. V nekem pismu iz februarja 1778 omenja, da je oba koncerta napisal za nizozemskega zdravnika in ljubiteljskega flavtista Ferdinanda de Jeana, ki ga je srečal v hiši mannheimskega flavtista Endeja. De Jean je pri Mozartu za lepo vsoto 200 forintov naročil tri koncerte in dva kvarteta za flavto. Nobena izmed pogodbenih strank se ni držala dogovora. Mozart je skomponiral tri kvartete, tretjega koncerta ni nikoli napisal, drugi pa je dobesedna transkripcija njegovega koncerta za oboo, zato je de Jean Mozartu izplačal le 96 forintov od dogovorjenih 200. Vendar je imel naročnik pri koncertu v G-duru vse razloge za zadovoljstvo, čeprav je bil drugi stavek zanj prezahteven in mu je skladatelj namesto njega poslal Andante KV 315. 

## Koncert št. 1, KV 313 v G-duru
Skladba je napisana v klasični tristavčni obliki, solistično flavto spremljajo godala, dve oboi (v drugen stavku jih zamenjata dve flavti) in dva rogova. Resnobno odmerjeni Allegro maestoso s temačnimi molovskimi barvami v ekspoziciji, nežni, bogato okrašeni Adagio in domiselni Rondo v francoskem slogu, ki se zgleduje po menuetu, vendar se docela izogne visokostni togosti tega plemiškega plesa, sestavljajo očarljivo celoto, zgledno mojstrovino klasicističnega občutenega sloga: 
- I. Allegro maestoso
- II. Adagio ma non troppo
- III. Rondo: Tempo di Menuetto

## Koncert št. 2, KV 314 v D-duru
Koncert za flavto in orkester št. 2 v D duru je priredba izvirnega skladatljevega Koncerta za oboo in orkester, ki ga je skomponiral leto prej. Zasedba je podobna prvemu koncertu: godala, dve oboi in dva rogova. Stavki:
- I. Allegro aperto
- II. Adagio non troppo
- III. Rondo: Allegretto